# Stepan Stebelski

Stepan Stebelski i Dmytro Chadaj

Stepan Stebelski (ukr. Степан Стебельський, ps. Chrin (pol. Chrzan), ur. 18 października 1914 we wsi Hołyń k. Kałusza, zm. 9 września 1949 w Pohořelicach w Czechosłowacji) – ukraiński nauczyciel, członek Organizacji Ukraińskich Nacjonalistów (OUN) od 1934, major UPA.

## Życiorys
Ukończył w 1935 seminarium nauczycielskie w Samborze. Ukończył polską szkołę podchorążych piechoty. Przed wojną pracował jako nauczyciel w Leszczawie Górnej, w czasie wojny był kierownikiem szkoły w Kuźminie, tam też się ożenił.
Wiosną 1942 został aresztowany przez Gestapo za przynależność do OUN, przebywał w więzieniu 7 miesięcy. Uciekł, a następnie przeszedł do podziemia. Od czerwca 1944 w UPA, dowódca czoty w sotni „Chomy”. 
28 października 1944 jego czota brała udział w największej na ziemiach polskich bitwie pomiędzy wojskami sowieckimi a UPA (koło Leszczawy Górnej). Wsławił się w tej bitwie odwagą niszcząc jeden samochód pancerny. Został jednak ranny w obie ręce – jedna pozostała bezwładną. 21 kwietnia 1945 dowodzony przez niego oddział brał udział w ataku na Borownicę. Jesienią 1945 zorganizował i objął dowództwo sotni (zwanej „łemkowską”, „Udarnyky 5”, „95 a”) w kureniu „Rena”. W nocy z 29 grudnia na 30 grudnia 1945 jego sotnia napadła na Nowosielce, mordując 16–19 osób i spaliła 152 domy (61% zabudowy). Sotnie pod jego dowództwem oraz Wołodymyra Hoszki ps. „Myron” dokonały zbrodni w Jasielu 20 marca 1946 na polskich żołnierzach Wojsk Ochrony Pogranicza i funkcjonariuszach Milicji Obywatelskiej. Dowodzona przez niego sotnia brała również udział w zasadzce na generała Karola Świerczewskiego pod Jabłonkami 28 marca 1947. 29 czerwca 1947 jego sotnia przedostała się w rejonie Sianek na terytorium ZSRR, a on sam został dowódcą 24 Odcinka Taktycznego „Makiwka”.
25 sierpnia został odznaczony Złotym Krzyżem Zasługi UPA I klasy.
10 września 1948 sotnia „Chrina” została rozformowana, a żołnierze przeniesieni do innych jednostek. „Chrin” pozostał dowódcą 24 OT „Makiwka”. 3 września 1949 roku rozkazem Naczelnego Dowódcy UPA rozformowano wszystkie pozostałe sotnie i włączono w struktury podziemia, a „Chrina” wysłano na Zachód.
Zginął 9 września 1949 w czasie walki z wojskiem czechosłowackim w rejonie wsi Pohořelice koło Zlina, dowodząc grupą kurierów UHWR próbujących przedostać się z sowieckiej Ukrainy do Monachium.
Jest autorem dwóch książek wspomnieniowych: Zymoju w bunkri i Kriz' smich zaliza.

## Literatura
- A. B. Szcześniak, W. Z. Szota – "Droga do nikąd. Działalność organizacji ukraińskich nacjonalistów i jej likwidacja w Polsce", MON, Warszawa 1973
- Słownik biograficzny "Націоналістичний рух 1920–1930 років"
- Grzegorz Motyka, Rafał Wnuk, Pany i rezuny, Warszawa 1997, ISBN 83-86857-72-2. Brak numerów stron w książce
- Grzegorz Motyka, W kręgu „Łun w Bieszczadach”, Warszawa 2009, ISBN 978-83-7399-340-2. Brak numerów stron w książce